# ロスティスラフ・ボゴスレフスキー
ロスティスラフ・ボゴスレフスキー（ヘブライ語：רוסטיסלאב בוגוסלבסקי）は、2007年に逮捕された、イスラエルの連続殺人犯である。

## 概要
2007年の3月23日に遺体で発見されたある68歳の男性の事案の捜査線上に浮かんだことから捜査の対象となり、その過程でさらに別の51歳の男性の殺害事案の容疑者として浮上した。それに基づく地元ペタク・チクヴァの警察による家宅捜索の結果、その部屋から多量のナイフのコレクションに加え、大量の猫の皮膚が発見された。そして同年の4月にその身柄を拘束されるに至った。
のちの自白によると、ボゴスレフスキーは、その2名の男性らを殺害しただけでなく、夥しい数に及ぶ野良猫の殺害を行っていた。単に殺害するだけでなく、まず捕獲したうえで執拗に拷問を加え、殺害したのちにその皮を剥ぐ、あるいは生かしたままにその皮を剥ぐ、といったことを行っており、それらを調理したうえで食すという計画を持ってもいたと供述した。その手に掛かった野良猫の総数は、少なく見積もっても500匹におよぶものであった。
これについて本人は、街路の野良猫を嫌悪しており、その数を減らすことで街の自治に貢献していたのだとの供述を行った。ところがその一方で、動物自体は好きであると語り、2匹の猫と1匹の犬を飼っていたという。
その拘束から間もなくして、精神的に不安定であるとの精神鑑定の結果により、その身柄は国防軍のもとに引き渡された。捜査に当たった警察側は、その責任能力に問題は無いものと信ずる、との旨の見解を明らかにした。
逮捕当時で満18歳。幼少の頃に両親とともにイスラエルに移住してきた旧ソ連からの移民であった。

## 類似事案
ボゴスレフスキーの逮捕から約2年の時を経た2009年に、ボゴスレフスキーと同じくペタク・チクヴァに居住していた一人の18歳の少年が動物殺害の容疑で逮捕された。
ロシアからの移民であったこの少年は、ロシアに居住していた9歳の頃から動物の虐待を行い始め、イスラエルへの移住後にあっても、猫を拷問したうえで様々な方法で殺害するということを連日のように繰り返していた。そしてその供述の過程でその少年は、猫の殺害に退屈し始めた時期から人間の殺害を計画し始めていた、ということを明かした。
この事案を報じたハアレツは、この事案との様々な類似性から、ボゴスレフスキーの事案をその報道の締め括りとして参照した。

## 資料
1. 1 2 3 4  Police arrest suspected serial killer エルサレム・ポスト （英語）
2. 1 2  Police: Teenager allegedly killed two men, hundreds of cats ハアレツ （英語）
3. 1 2 3  Teen suspected of killing hundreds of cats in various 'murder scenarios' ハアレツ （英語）